# أبو بكر الأصم
عبد الرحمن بن كيسان الأصمّ ( 201 هـ / 816م - 279 هـ / 892م، البصرة) فقيه ومفسر ومتكلم معتزلي، عده القاضي عبد الجبار من الطبقة السادسة من الاعتزال، والتي وُضع على رأسها أبا الهذيل العلاف. كان جليل المقدار، يكاتبه السلطان، وكان صبوراً على الفقر، منقبضاً عن الدولة، وكان يصلي خلفه في مسجده في البصرة ثمانون شيخاً من علماءها، وهو أحد من له الرياسة في حياته.

خالف الأصمّ المعتزلة في جانب أساسي من تطبيق الأصل الاعتزالي المعروف «بالأمر بالمعروف والنهي» عن المنكر، حيث كان لا يؤمن باستخدام السيف. بل ذهب إلى أن الإمام لا يجب تصيبه، وأنه يمكن الاستغناء عنه إذا توفر الأمن والعدل. وقال فيه ابن تيمية:
| أبو بكر الأصم | “وعبد الرحمن الأصم – وإن كان معتزليًّا – فإنه من فضلاء الناس وعلمائهم، وله تفسير، وهو من أذكياء الناس وأحدُّهم ذهناً، وإذا ضل في مسألة لم يلزم أن يضل في الأمور الظاهرة“ | أبو بكر الأصم |

## تفسيره
وصفه القاضي عبد الجبار بأنه تفسير عجيب حسن، وذكر أن أبا علي الجبائي المعتزلي (ت 303 هـ) لا يذكر أحداً في تفسيره إلا الأصم.

### النقل عن التابعين
ينقل الأصم في تفسيره عن جملة من مفسري الصحابة والتابعين، فينقل عن ابن عباس فيوافقه في مواضع ويخالفه في مواضع أخرى، كما نقل عن الحسن البصري ووافقه في تفسير آيات عديدة ولكن هذه الموافقة لم تمنعه من مخالفته أحياناً، كما نقل عن جملة آخرين من التابعين ممن وافقهم في تفسيرهم، وهم: الشَعبي، وعكرمة، وقتادة، الزهري، وابن إسحاق، والأوزاعي، والسُّدي، والربيع بن أنس.. وفي بعض الأحيان كان الأصم يجهّل المروي عنه، فيقول مثلاً: روينا عن بعض اليهود.

### الاعتماد على المغازي والسير
يظهر أن الأصم كان يستعين بسيرة رسول الله ومغازيه، فنراه في تفسيره للآية 172 من سورة آل عمران يورد ما حدث مع رسول الله في معركة أحد وما بعدها ورغبة المسلمين في (المُثلة) انتقاماً لما فعل المشركون في حمزة عم الرسول، وكيف أن رسول الله نهاهم عن ذلك، وطلب من الزبير أن يبعد صفية أخت حمزة عن رؤية أخيها بعد التمثيل به لئلا تجزعمن قِتلة أخيها، فردت صفية بأنه بلغها ما فعلوا وأن ذلك يسير في طاعة الله. وبعد ذلك يعود الأصمّ ويروي قصة المرأة التي قتل زوجها وأبوها وأخوها وابنها في أحد، ولما رأت النبي وهو حي قالت: إن كل مصيبة بعدك هدر (هينة).

### أسباب النزول
كما كان الأصم يستعين بأحداث من السيرة في بيان أسباب النزول، فمثلاً عند تفسيره للآية 245 من سورة البقرة ((من ذا الذي يقرض الله قرضاً حسناً..)) يذكر قصة أبو الدحداح حينما تبرع بحديقته.

### المنهج الجدلي
لأن الأصم متكلم قبل أن يكون مفسر يظهر البعد الجدلي والكلامي جلياً في تفسيره، فهو يكثر من التقسيم المنطقي والإستدلالت الجدلية وإقامة الحجج العقلية المحكمة.. فمثلاً عند تبيينه لكلمة (مشرك) في قوله تعالى: ((و لا تنكحوا المشركات حتى يؤمن..)) (الآية 221 من سورة البقرة) يقول: ((كل من جحد رسالته (أي رسالة النبي) فهو مشرك؛ من حيث أن تلك المعجزات التي ظهرت على يده كانت خارجة عن قدرة البشر، وكانوا منكرين صدورها عن الله، بل كانوا يضيفونها إلى الجن والشياطين، لأنهم كانوا يقولون فيها: إنها سحر وحصلت من الجن والشياطين، فالقوم قد أثبتوا شريكاً لله سبحانه وتعالى في خلق هذه الأشياء الخارجة عن قدرة البشر، فوجب القطع بكونهم مشركين؛ لأنه لا معنى للإله إلا من كان قادرأ على خلق مثل هذه الأشياء)).

### تفسير القرآن بالقرآن
لم يكتف الأصم في تفسيره بما سبق، بل يستعين أحياناً بآيات قرآنية لتفسير آية معينة، وهو ما يعرف بتفسير القرآن بالقرآن، ومن ذلك مثلاً: في تفسيره للآية 13 من سورة التوبة ((ألا تقاتلون قوماً نكثوا أيمانهم..)) يستعين الأصم في تفسيرها بالآية 216 من سورة البقرة، فيقول: ((دلت هذه الآية على أنهم كرهوا هذا القتال لقوله تعالى: ((كتب عليكم القتال وهو كره لكم)).

## الاهتمام باللغة
أولى المعتزلة اللغة اهتماماً كبيراً، فنجد أن القاضي عبد الجبار في شرح الأصول الخمسة يعتبر أن المفسر لا يكون عالماً بتوحيد الله وعدله وما يجب له من الصفات وما يصح وما يستحيل وغيرها من القضايا إلا إذا كان عالماً بأحوال اللغة والنحو وأصول الفقه.. ومن هنا نلاحظ الاهتمام بالشؤون اللغوية عند الأصم، والجبائي، والكعبي، والأصفهاني، والرماني، وغيرهم من مفسري المعتزلة.
فنجد الأصم مثلاً يعلق على قوله تعالى: ((إن الله لا يستحيي أن يضرب مثلاً ما بعوضة))، ويقول: بأن ما في قوله: ((مثلاً ما)) هي ما زائدة كقوله: ((فبما رحمة من الله لنت لهم )). وفي قوله تعالى: ((و إنها لكبيرة إلا على الخاشعين)) رأى الأصم أن الضمير في ((و إنها)) عائد إلى محذوف وهو الإجابة للنبي. والأمر نفسه يورده الأصم في قوله تعالى: ((فلما آتاهما صالحاً جعلا له شركاء)) فيرى أن الضمير المستتر في ((جعلا)) يرجع إلى النفس وزوجها من ولد آدم لا إلى آدم وحواء، وهو يوافق في ذلك قول الحسن البصري وقتادة.

## أثر تفسير الأصم
يذكر القاضي عبد الجبار المعتزلي بأن أبا علي الجبائي المعتزلي (ت 303 هـ) لا يذكر أحداً في تفسيره إلا الأصم، وهذا يدل على مكانة الأصمّ عند الجبائي، وقد وافق الجبائي الأصم في تفسيره لعدة آيات، ولو أنه يخالفه أحياناً في تفسيره لآيات أخرى.. ويظهر أن أكثر مفسري المعتزلة قد تأثروا بالأصم وتفسيره ووافقوه في أكثره: كالبلخي، والأصفهاني، والقاضي عبد الجبار.. غير أن الأصفهاني قد خالف الأصم أحياناً، وكذلك القاضي الذي يضعف أحياناً إستدلال الأصم، والملفت أن الرازي كان يوافق الأصم ويرفض نقض القاضي عليه.. ويشار إلى أن الزمخشري – الذي نقل عن الأصم أيضاً – وافقه في مسائل وخالفه في أخرى، مثل قوله بأن قراءة الفاتحة في الصلاة غير واجبة في كل ركعة.
و قد أخذ عن الأصم التفسير من غير المعتزلة المحدث الشهير ابن علية (ت 193 هـ)، كما ويذكر فؤاد سزكين في كتابه تاريخ التراث العربي أن الثعلبي (ت 427 هـ) قد أخذ عن تفسير الأصمّ في الكشف (الكشف والبيان عن تفسير القرآن)، وعنه نقل عادل نويهض في معجم المفسرين، ولكن الدكتور خضر نبها تتبع كلام سزكين ووجد أنه التبس عليه النقل ما بين أبو العباس الأصم (محدث ت 277 هـ) وأبي بكر الأصم، فالأول ورد كثيراً في تفسير الثعلبي وأما أبي بكر فلم يرد إلا مرتين. وكما سبق ذكره أخذ عن الأصم المفسر الكبير فخر الدين الرازي، الذي كان يورد أحياناً بعد اسم الأصم ()، وقد خالفه في عدة مواضع.
نقل عن الأصم من مفسري الشيعة: الطوسي (ت 460 هـ) والطبرسي (ت 548 هـ).

## فقهه
يذكر ابن حجر العسقلاني في لسان الميزان بأن للأصم مجموعة مقالات في الأصول. وأما المسائل الفقهية والكلامية، فمنها:

### بعض المسائل الفقهية البارزة
- يشير الأصم في تفسيره إلى أن قراءة الفاتحة غير واجبة في كل ركعة، ويتوافق في ذلك مع ابن علية، ويخالف الإمام الشافعي الذي رأى أن الفاتحة واجبة في كل ركعة، وقد بين الرازي في تفسيره أن المذاهب في هذه المسألة ستة، والملفت للنظر أن الزمخشري يرد على الأصم في ذلك ويخالفه.
- يستنتج الأصم من قوله تعالى: ((و أنزلنا من السماء ماء طهوراً)) بأن الوضوء جائز بجميع المائعات، موافقاً في ذلك قول الأوزاعي.

### بعض المسائل الكلامية البارزة
- يذكر الأصم عدة روايات عن رسول الله في تفضيل أبو بكر، وينكر تأويل بعض الآيات في سورة الإنسان بأنه نزلت في حق الإمام علي، ويرى الرازي في تفسيره أن أكابر المعتزلة وافقوا الأصم في قوله هذا في تفاسيرهم، كالجبائي، والكعبي، والأصفهاني.
- يرى الأصم في تفسيره لقوله تعالى: ((و هو الذي مد الأرض)) أن المد هو البسط إلى ما لا يدرك منتهاه؛ أي أنه يرى أن الأرض مسطحه، وقد خالفه أبو القاسم الكعبي في ذلك، ورأى في الآية دليلاً صريحاً على كروية الأرض.
- نُقل عن الأصم قوله: (إن الناس لو أنصف بعضهم بعضاً وزال التظالم وما يوجب إقامة الحد، لاستغنى الناس عن إمام)، وهو في ذلك يتوافق مع آراء أفلاطون في المدينة الفاضلة.
- يرى الأصم أن الملائكة أفضل من البشر، واستدل على ذلك بقوله تعالى: ((إن الذين عند ربك لا يستكبرون عن عبادته)).

## موقفه من علي
ذكر أحمد بن يحيى بن المرتضى الأصم في طبقات المعتزلة  (المنية والأمل في شرح الملل والنحل) فقال: ((كان أفصح الناس وأفقههم وأورعهم، خلا أنه كان يخطئ علياً في كثير من أفعاله، ويصوب معاوية في بعض أفعاله)).. ويبرر القاضي هذا الموقف من الأصمّ بحق الإمام علي بأن بعض أصحاب الأصم اعتذر عنه بأنه بُلي بمناظرة هشام بن الحكم. وهشامٌ هذا من متكلمي الشيعة الإمامية، ومن أصحاب الإمام الصادق.
ومن المفيد القول: إن الأصم قد وافق جمهور الخوارج في أن الدية واجبة على القاتل، وهذه الموافقة من قبل الأصم للخوارج – المعادين لعلي - يرى فيها البعض إشارة هامة تؤكد المنقول عن الأصم، وهو مخالفته وكرهه علياً، ولكن بعض الدارسين لا يرى ذلك ويقولون بأن الطوسي والطبرسي في تفسيريهما أشارا إلى مسألة تفردا بها في الإماء وهي مروية عن الإمام علي، ولكنهما قالا: بأن الأصمّ وافقهما في المسألة.. وبالتالي يظهر أن الأصمّ كان يأخذ ما يوافق قناعاته بعيداً عن أي موقف مذهبي أو عقائدي، فمثلاً نجده يوافق ابن عباس في مسائل ويخالفه في أخرى، وأمره كذلك مع الحسن البصري.

## من مؤلفاته
- كتاب تفسير القرآن.
- كتاب خلق القرآن.
- كتاب التوحيد.
- كتاب الحجة والرسل.
- كتاب الآي التي تسئل عنها المجبرة.
- كتاب البيان عن أسماء الله جل اسمه.
- كتاب الإمامة.
- كتاب افتراق الأمة واختلاف الشيع.
- كتاب الأمر بالمعروف والنهى عن المنكر.
- كتاب الرد على هشام في التشبيه.
- كتاب المخلوق.
- كتاب الحركات.
- كتاب الجامع على الرافضة.
- كتاب الرد على المجبرة في المخلوق.
- كتاب الرد على الدهرية.
- كتاب على الملحدة.
- كتاب الرد على اليهود.
- كتاب الرد على المجوس.
- كتاب المعرفة.
- كتاب رسائل الأئمة في العدل.
- كتاب الرد على من قال بالسيف.
- كتاب على أهل الفتوى.
- كتاب الموجز في الرسل.
- كتاب الرد على الزنادقة.
- كتاب معرفة وجوه الكلام.
- كتاب ما دل عليه الكتاب والسنة وصفة الكبائر وصغارها.[4]